# Joachim von Stülpnagel
Joachim Fritz Constantin von Stülpnagel (* 5. März 1880 in Glogau; † 17. Mai 1968 in Oberaudorf) war ein deutscher General der Infanterie und später im Verlagswesen tätig.

## Leben

### Herkunft
Joachim war der Sohn des späteren preußischen Generals der Infanterie Ferdinand von Stülpnagel und dessen Ehefrau Marie Klara Rosalie Franziska Antonie, geborene Bronsart von Schellendorff (* 8. April 1854 in Berlin; † 20. Juni 1932 in Heinersdorf). Sie war die Tochter des späteren preußischen Kriegsministers Paul Bronsart von Schellendorff.

### Militärkarriere
Stülpnagel besuchte Gymnasien in Königsberg und Breslau und anschließend ab April 1892 die Kadettenhäuser in Potsdam bzw. Groß-Lichterfelde. Während dieser Zeit war Stülpnagel auch Leibpage des Kaisers. Drei Jahre später trat er am 15. März 1898 als Sekondeleutnant in das 1. Garde-Regiment zu Fuß der Preußen Armee in Potsdam ein. Nach mehreren Aufenthalten in Genf und Paris in den Jahren 1900 bis 1904 wurde er im Februar 1904 nach Darmstadt in das Leibgarde-Infanterie-Regiment (1. Großherzoglich Hessisches) Nr. 115 versetzt. Nach seiner Ausbildung zum Generalstabsoffizier an der Preußischen Kriegsakademie ab Oktober 1906 trat er am 1. April 1910 in den Großen Generalstab ein und arbeitete dort in der Aufmarschabteilung. Im Range eines Majors wohnte er 1914 in Potsdam Marienstraße 14. Bei Ausbruch des Ersten Weltkriegs war Stülpnagel Generalstabsoffizier im X. Armee-Korps, später diente er unter anderem bei der 11. Armee auf dem Balkan und im letzten Kriegsjahr an der Westfront. Im September 1918 wurde er als Major zum Chef der Operationsabteilung in der Obersten Heeresleitung in Spa ernannt. Diesen Posten behielt er über das Kriegsende hinaus bis zur Auflösung der OHL 1919.

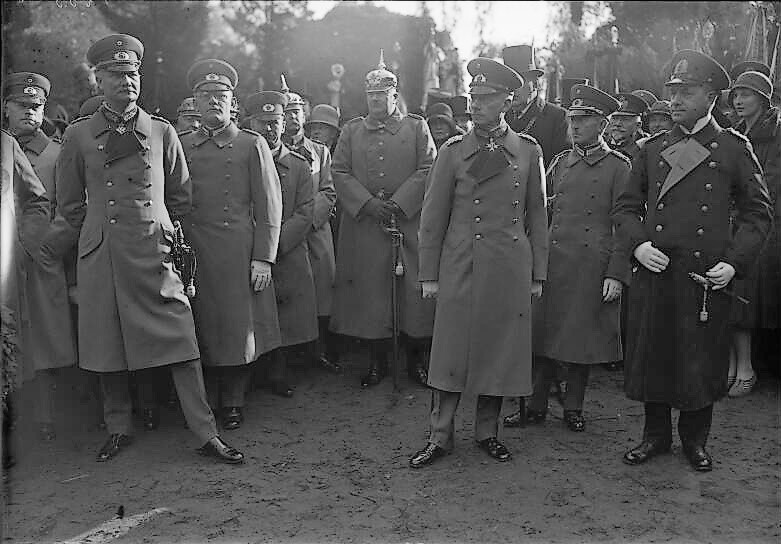
Joachim von Stülpnagel (links) bei der feierlichen Enthüllung eines Ehrenmals für die 15.000 im Ersten Weltkrieg gefallenen Sanitäter in Potsdam, Oktober 1929.

Seit 1920 arbeitete Stülpnagel im Reichswehrministerium, wo er anfangs für die Personalangelegenheiten der Generalstabsoffiziere zuständig war. 1922 wurde er Leiter der Heeresabteilung (T 1) im Truppenamt. Bereits zu dieser Zeit schrieb er verschiedene Artikel und veröffentlichte sie in der "Berliner Börsen-Zeitung". Nach seiner Beförderung zum Oberst Anfang 1926 wurde er für ein Jahr als Kommandeur des 17. Infanterie-Regiments nach Braunschweig versetzt. Anschließend übernahm er die Leitung des Heerespersonalamts und wurde im April 1928 bevorzugt zum Generalmajor befördert. Im Oktober 1929 wurde Stülpnagel unter Beförderung zum Generalleutnant zum Befehlshaber im Wehrkreis III (Berlin) ernannt. Beim Ausscheiden Wilhelm Heyes als Chef der Heeresleitung Ende 1930 galt der ehrgeizige und selbstbewusste Stülpnagel als erster Kandidat für dessen Nachfolge, was jedoch von Kurt von Schleicher, der davon nicht zu Unrecht eine Beschneidung seines Einflusses als Chef des Ministeramtes befürchtete, verhindert werden konnte. Tief enttäuscht schied Stülpnagel am 31. Dezember 1931 auf eigenen Wunsch aus dem Militärdienst aus, wobei ihm der Charakter als General der Infanterie verliehen wurde.
In der Staatskrise des Winters 1932/33 war Stülpnagel zeitweilig als neuer Reichswehrminister in einem Kabinett Hitler-Papen im Gespräch. 1939 wurde er kurzzeitig als Befehlshaber des Ersatzheeres reaktiviert, nach wenigen Tagen aber bereits wieder entlassen, da er Hitlers Kriegspolitik als Katastrophe bezeichnet hatte.

## Militärpolitische Positionen
Als Leiter des Truppenamtes war er für die grundlegenden militärpolitischen Fragen zuständig. In einer Denkschrift vom 6. März 1926 entwarf Stülpnagel ein weltpolitisches Zweistufen-Konzept zur Erringung einer deutschen Weltmachtstellung. In der ersten Stufe brauche Deutschland starke Landstreitkräfte um die deutsch-französische Frage auf „friedlichen oder kriegerischem Wege“ zu lösen. In der Zweiten dann starke maritime Streitkräfte für eine globale Auseinandersetzung um „Rohprodukte und Absatzmärkte“ mit den angelsächsischen Seemächten. In einem Privatbrief vom Januar 1924 schrieb er, es sei ein Unglück,

„daß wir in Deutschland keinen Mann großer Qualitäten haben, der diktatorisch regieren kann und will. Diesen Mann würden wir unterstützen, aber den Mann selbst spielen wollen, können wir nicht.“

Er trat für eine „Herstellung einer starken Reichsgewalt“ gegen die „krankhaften parlamentarischen Zustände“ ein, gegen Kommunismus und Pazifismus und für eine nationale und wehrhafte Erziehung der Jugend, für Erzeugung von Hass gegen den äußeren Feind und für eine Arbeitspflicht sowie schwerste Strafen für Landesverrat.
Wilhelm Deist, langjähriger leitender Historiker am Militärgeschichtlichen Forschungsamt der Bundeswehr sieht Stülpnagels Vortrag vom Februar 1924 zum Thema „Gedanken über den Krieg der Zukunft“, den er in seiner Funktion als Chef der Heeresabteilung im Truppenamt hielt, als entscheidende Marke für ein neues kriegerisches Paradigma. Danach stand nicht ein mehr oder weniger theoretisches Kriegsbild im Fokus seiner Überlegungen, sondern die konkrete Frage, wie ein Krieg zwischen Deutschland und seinen westlichen und östlichen Nachbarn, Frankreich und Polen, zu führen sei. Er beschrieb zunächst die außenpolitische Situation, die gegeben sein müsste. Voraussetzungen hierfür seien die wohlwollende Neutralität Großbritanniens und Unterstützung durch die Sowjetunion. Entscheidend aber seien die innenpolitischen Voraussetzungen. Stülpnagels Kriegführungskonzept basierte auf der These vom künftigen Krieg unter „Einsatz der ganzen Volkskraft“. Um diese zu erreichen, brauche es die „volle Wandlung“ in ein im höchsten Maße nationalistisches und militaristisches Regime. Im modernen Krieg müsse der „Kampf um Zeitgewinn in den Kampf um die Vernichtung des Feindes übergeleitet“ werden. Dazu sei auf der eigenen Seite „ein auf das Äußerste zu steigernder nationaler Haß“ erforderlich, der „vor keinem Mittel der Sabotage, des Mordes und der Verseuchung zurückschrecken“ dürfe.
Vor allem auf Grund dieser Thesen Stülpnagels aus seinem Vortrag von 1924 verortet der Historiker Ulrich Herbert Joachim von Stülpnagel neben Friedrich von Bernhardi, Kurt Hesse und Max Schwarte unter den vier Militärs bzw. Militärschriftstellern, deren Interpretation des Ersten Weltkrieges maßgeblich für die Grundlegung der politischen und ideologischen Formierung des nationalsozialistischen Deutschland wurde: „der Krieg nicht als Lehrmeister des Friedens, sondern als Lehrmeister des nächsten Krieges.“

### Zivilleben
Am 1. Januar 1932 trat er in die durch Arnold Killisch von Horn geführte Berliner Börsen-Zeitung ein und wurde 1934 ihr Geschäftsführer. Am 1. Oktober 1936 gründete er gemeinsam mit Killisch und einem Vetter den Verlag "Die Wehrmacht". 1943 enteignete das NS-Presseamt sowohl die Zeitung als auch den Verlag. Im Zusammenhang mit dem Putschversuch vom 20. Juli 1944, an dem sein Verwandter Carl-Heinrich von Stülpnagel und sein Schwiegersohn Hans-Alexander von Voss beteiligt waren, wurde Stülpnagel am 16. August 1944 verhaftet. Am 5. November 1944 wurde er aber unversehrt entlassen.

### Familie
Am 28. September 1905 heiratete er Irmgard von Kracht († 1974). Ein Onkel von ihr war Arnold Killisch von Horn.
Aus der Familie gingen 7 Kinder hervor.

### Auszeichnungen
- Kronen-Orden IV. Klasse[8]
- Ritter des Ordens der Krone von Italien[8]
- Ritter des Ordens von Oranien-Nassau[8]
- Ritter des Sonnen- und Löwenordens[8]
- Russischer Sankt-Stanislaus-Orden III. Klasse[8]
- Rechtsritter des Johanniterordens[9]
- Erinnerungszeichen an die zweite Hochzeit Großherzog Ernst Ludwigs von Hessen (1905)[10]
- Eisernes Kreuz (1914) II. und I. Klasse[9]
- Ritterkreuz des Königlichen Hausordens von Hohenzollern mit Schwertern[9]
- Verwundetenabzeichen (1918) in Schwarz[9]
- Preußisches Dienstauszeichnungskreuz[9]
- Bayerischer Militärverdienstorden IV. Klasse mit Schwertern[9]
- Ritterkreuz I. Klasse des Albrechts-Ordens mit Schwertern[9]
- Hessische Tapferkeitsmedaille[9]
- Braunschweiger Kriegsverdienstkreuz II. Klasse[9]
- Friedrich-August-Kreuz I. Klasse[9]
- Orden der Eisernen Krone III. Klasse mit Kriegsdekoration[9]
- Österreichisches Militärverdienstkreuz III. Klasse mit Kriegsdekoration[9]
- Eiserner Halbmond[9]
- Militärorden für Tapferkeit IV. Klasse I. Stufe[9]

## Publikationen
- Alexander, Herr der Welt, Franck-Verlag Stuttgart 1957.
- Ein Zeitzeuge erlebt den 20. Juli 1944, gemeinsam mit Karl-Heinrich von Stülpnagel, 1995